# Jowian
Jowian (ur. ok. 331, zm. 17 lutego 364) – cesarz rzymski od 27 czerwca 363 do 17 lutego 364 roku, panujący jako Imperator Caesar Flavius Iovianus Augustus.

## Życiorys
Jowian urodził się ok. 331 roku w Singidunum (w rzymskiej prowincji Mezja) jako syn Warroniana, dowódcy straży przybocznej (domestici et protectores) Konstantyna II. Jowian również dołączył do gwardii i w 363 roku został jej dowódcą.
Po śmierci Juliana Apostaty, rada wojskowa zebrała się, by wybrać nowego cesarza. Ich pierwszym wyborem był Salutius Secundus, prefekt pretorianów, jednak ten odrzucił propozycję. Kolejnym wyborem rady był Jowian.
Po wyborze na cesarza Jowian dowodził wycofującymi się z Persji wojskami rzymskimi. Nowy cesarz zawarł z Persami pokój na 30 lat, oddając im ziemie za Tygrysem, Nisibis i Singarę. Cofnął też niekorzystne dla chrześcijan decyzje swojego poprzednika i otwarcie popierał tę religię, choć dozwolił również poganom na wyznawanie swojej wiary.
1 stycznia cesarz wraz ze swym maleńkim synem Warronianem objął konsulat. Cesarz w drodze do Europy zatrzymał się w Dadastanie, gdzie nocował w świeżo wybielonym pokoju, w którym dobrze napalono węglem drzewnym. Cesarz zmarł najprawdopodobniej w wyniku zaczadzenia. Jowian został pochowany w Konstantynopolu w Kościele Świętych Apostołów.

## Rodzina
Jowian był żonaty z Charyto, córką Lucyliana, naczelnika jazdy w Ilirii za panowania Konstancjusza II. Przypuszcza się, że małżeństwo zawarto ok. 361 roku. Z tego małżeństwa pochodziło dwóch synów.